# Sułtanat mameluków
Sułtanat mameluków – muzułmańskie państwo istniejące w Egipcie i Lewancie w latach 1250–1517, ze stolicą w Kairze, rządzone przez sułtanów wywodzących się z niewolniczego korpusu gwardii mameluków.
Władcy mameluccy zazwyczaj nie byli ze sobą spokrewnieni, choć w historiografii łączy się ich w dwie „dynastie”: Bahrytów i Burdżytów, które reprezentują panujących wywodzących się z dwóch dominujących wśród mameluków grup etnicznych: Kipczaków i Czerkiesów. Państwo miało charakter oligarchicznej monarchii elekcyjnej, gdzie o wyborze nowego władcy decydowała wąska klika gwardii sułtańskiej. Upadło na początku XVI wieku, gdy uległo nowocześniejszej armii Imperium Osmańskiego.

## Bahryci (1250–1382)

### Upadek Ajjubidów i powstanie sułtanatu mameluków

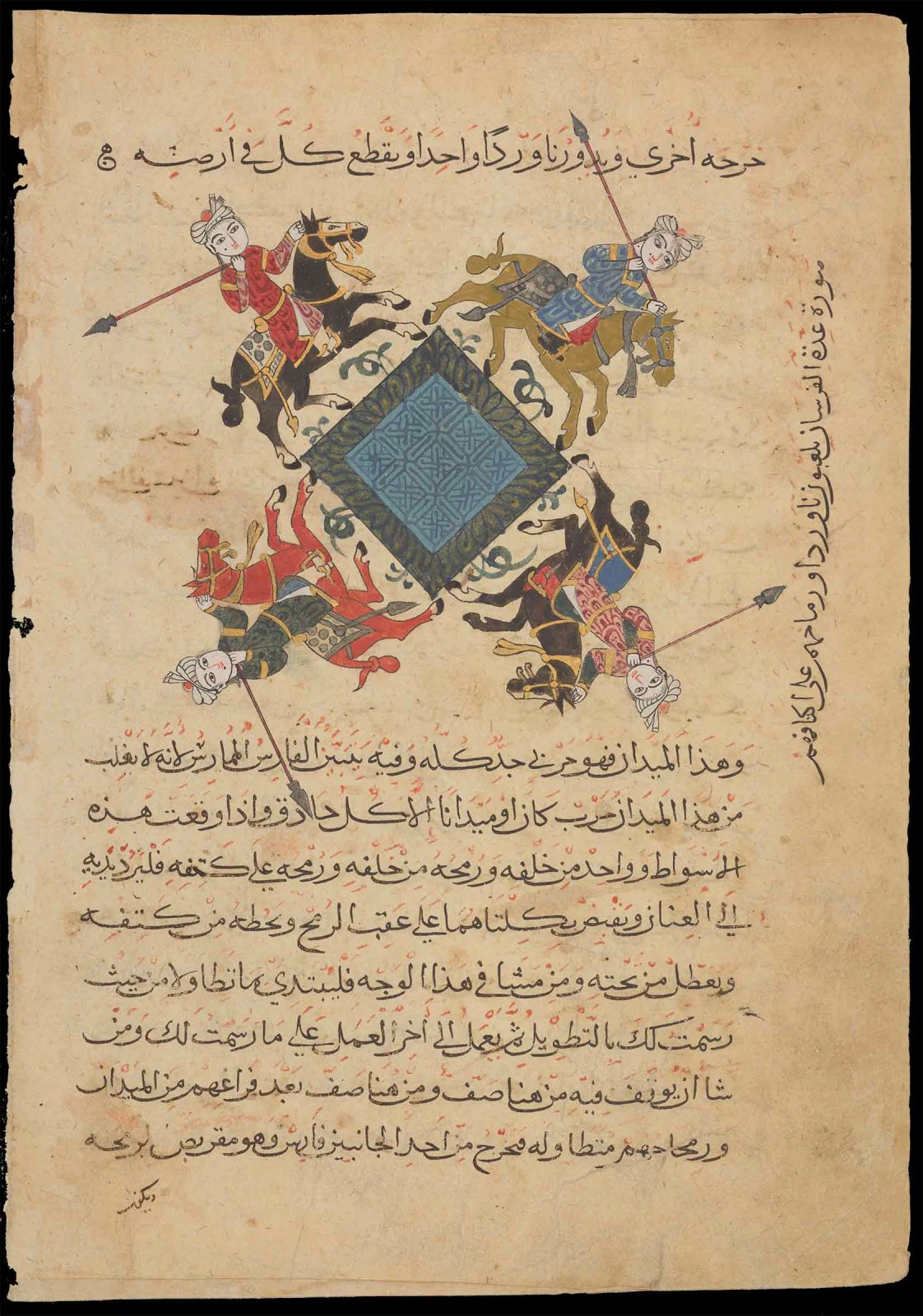
Czterech konnych biorących udział w konkursie jeździeckim. Ilustracja z "Podręcznika Sztuki Jeździeckiej" Al-Aksara'iego. Kair, rok 1366. Chester Beatty Library

Za panowania sułtana As-Saliha Ajjuba (1238–1249) państwo Ajjubidów zasadniczo zmieniło swój charakter. Przestało ono być rodzinną konfederacją, a stało się unitarnym państwem rządzonym przez funkcjonariuszy wyznaczonych przez władcę. Gdy bowiem w roku 1245 As-Salih zdobył Damaszek przestał być on autonomiczną dziedziną ajjubidzkiego księcia, a został stolicą prowincji zarządzanej przez mianowanego przez niego gubernatora. W następnych latach zniesiono autonomię także innych ajjubidzkich małych państw w południowej Syrii i „cały region objęto scentralizowaną strukturą administracyjną podlegającą Egiptowi”. Jednocześnie As-Salih zaczął rozbudowywać oddziały podlegających mu bezpośrednio mameluków, rekrutujących się głównie spośród Kipczaków, których nazywano Bahrytami. Podsumowując, As-Salih stworzył „jednolity, scentralizowany reżim ze stolicą w Kairze; w posiadłościach As-Saliha całe zarządzanie poszczególnymi terytoriami zostało przydzielone ludziom należącym do jego wewnętrznego kręgu, albo jego osobistym mamelukom, albo wolno urodzonym emirom, którzy zademonstrowali swoją lojalność w stosunku do niego i ci pełnomocnicy dzierżyli swoje urzędy zgodnie z jego życzeniem”.
As-Salih zmarł w listopadzie 1249 roku, w krytycznym momencie ataku VI wyprawy krzyżowej na Egipt. Bezpośrednio po jego śmierci faktyczną władzę przejęła wdowa po nim, Szadżar ad-Durr (1250), działająca w porozumieniu z Bahrytami, którzy pokonali krzyżowców i zmusili ich do odwrotu z Egiptu w maju 1250 roku. W międzyczasie sukcesor As-Saliha, Al-Mu’azzam Turan Szah (1249–1250), zdążył przybyć z Al-Dżaziry do Egiptu i przejąć władzę, jednak wkrótce został zabity przez niezadowolonych z utraty wpływów Bahrytów. W tym momencie objawiło się prawdziwe znaczenie reform As-Saliha, który: „Innych ajjubidzkich książąt traktował nie jak krewnych, ale jak wrogów [...] i stąd dał początek osobistemu reżimowi nie różniącemu się od rządów mameluckich sułtanów, którzy po nim nastąpili. Oficerowie i żołnierze jego nowego korpusu mameluków nie odczuwali żadnej lojalności w stosunku do rodu Ajjubidów, lecz jedynie w stosunku do swoich własnych dowódców; i gdy ich pozycja została zakwestionowana niezwłocznie pozbyli się królewskiej władzy w swoim własnym interesie”.
Mamelucy początkowo obwołali sułtanem Szadżar ad-Durr, rządy kobiety były jednak sprzeczne z muzułmańską tradycją i po niespełna trzech miesiącach Szadżar ad-Durr ustąpiła z tronu, na który powołano mameluka Ajbaka (1250–1257). Ajbak zawarł małżeństwo z wdową po As-Salihu i w roku 1251 odparł atak syryjskich Ajjubidów pod wodzą An-Nasira Jusufa (1236–1260). W obliczu zagrożenia mongolskiego w 1253 Ajjubidzi i Mamelucy zawarli pokój. Od początku jego istnienia reżimem mameluków wstrząsały walki frakcyjne i po odparciu Ajjubidów Ajbak rozprawił się z opozycją, doprowadzając do śmierci swojego głównego rywala, emira Aktaja, oraz ucieczki wielu Bahrytów, na czele z Bajbarsem (1260–1277), do Syrii. Kiedy następnie Ajbak próbował uniezależnić się od Szadżar ad-Durr został przez nią zamordowany, tylko po to, by dwa tygodnie później to ona straciła życie z rąk dawnych mameluków swojej ofiary. W ten sposób w 1257 nominalnym sułtanem został piętnastoletni syn Ajbaka, Al-Mansur Ali (1257–1259), za którego plecami natychmiast wybuchły walki o władzę. Zwycięsko wyszedł z nich dawny protegowany Ajbaka, Kutuz (1259–1260), który w 1259 objął sułtanat, podczas gdy Mongołowie rozpoczęli podbój ajjubidzkich posiadłości w Syrii, czego ukoronowaniem było zdobycie w 1260 Aleppo i Damaszku. W sytuacji zewnętrznego zagrożenia Kutuz porozumiał się z syryjskimi Bahrytami Bajbarsa i wspólnie z nimi pokonał Mongołów w decydującej bitwie pod Ajn Dżalut 3 września 1260. Niedługo potem został jednak zamordowany przez Bajbarsa, który przejął sułtanat.

### Panowanie Bajbarsa

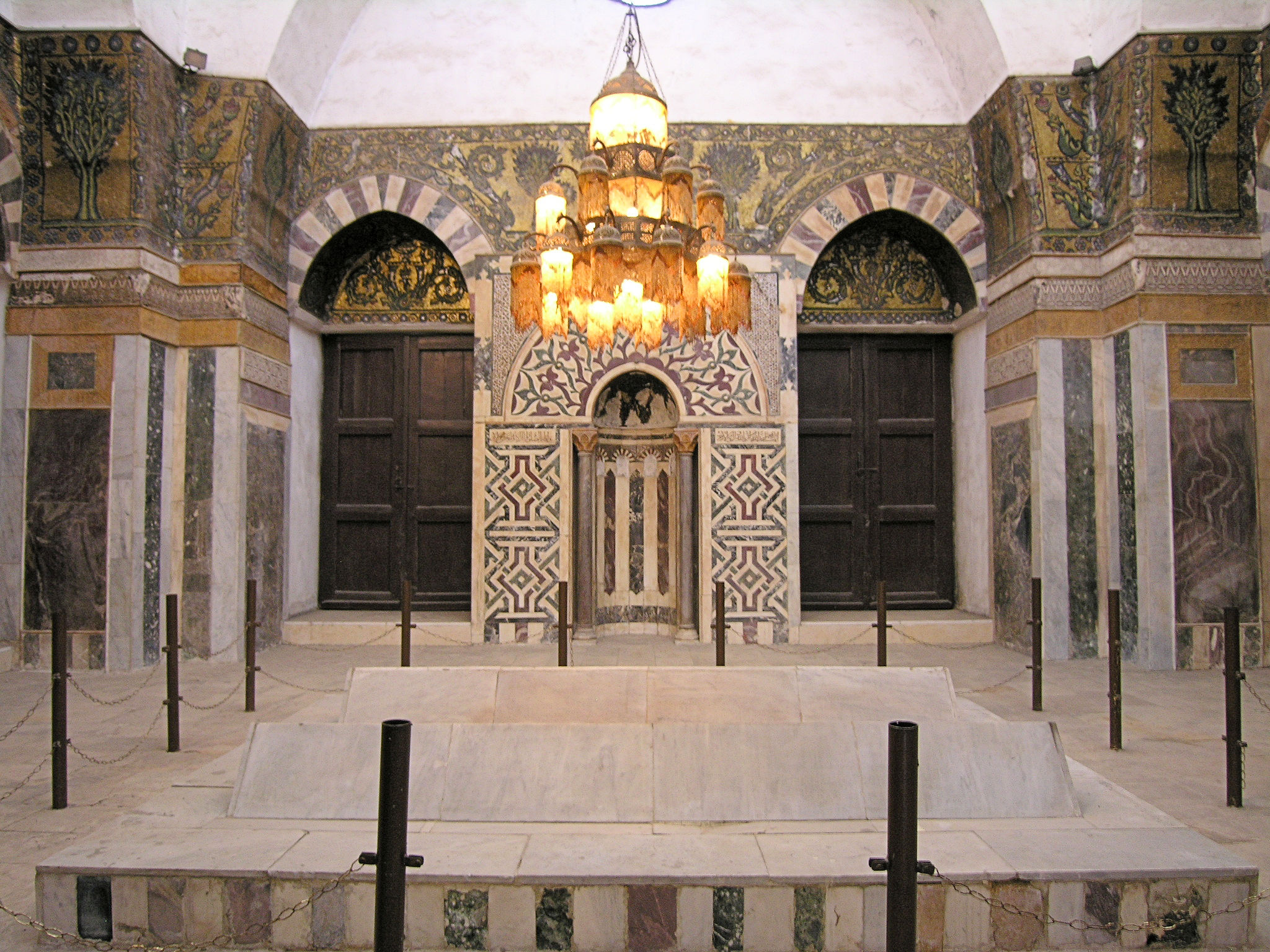
Mauzoleum Bajbarsa w Damaszku, widoczny mihrab i fryz mozaikowy

Ze względu na jego długie panowanie, które zapewniło sułtanatowi stabilność pozostającą w kontraście do ciągłych politycznych zmian w poprzedniej dekadzie oraz pozwoliło na ustanowienie charakterystycznej politycznej struktury i instytucji Bajbars jest często uważany za właściwego założyciela sułtanatu mameluków. Jego rządy były skoncentrowane na zabezpieczeniu się przed zagrożeniem ze strony Mongołów i w tym celu dążył on do budowy silnego militarnie, scentralizowanego państwa. W pierwszych latach swojego panowania Bajbars zniweczył próby mameluckich emirów utworzenia na wpół niezależnych państewek w Aleppo i Damaszku i utwierdził bezpośrednią kontrolę Kairu nad Syrią. Najazd mongolski właściwie zakończył panowanie Ajjubidów tym regionie, bowiem w ich rękach pozostały tylko Hims, Hama i Al-Karak. W roku 1263 Bajbars zajął Hims (gdzie wygasła miejscowa linia Ajjubidów), a także Al-Karak, w zdradziecki sposób doprowadzając do śmierci jego władcy Al-Mughisa Umara (1250–1263). Odtąd Ajjubidzi panowali tylko w Hamie, gdzie jako wasale Mameluków utrzymali się aż do roku 1342.

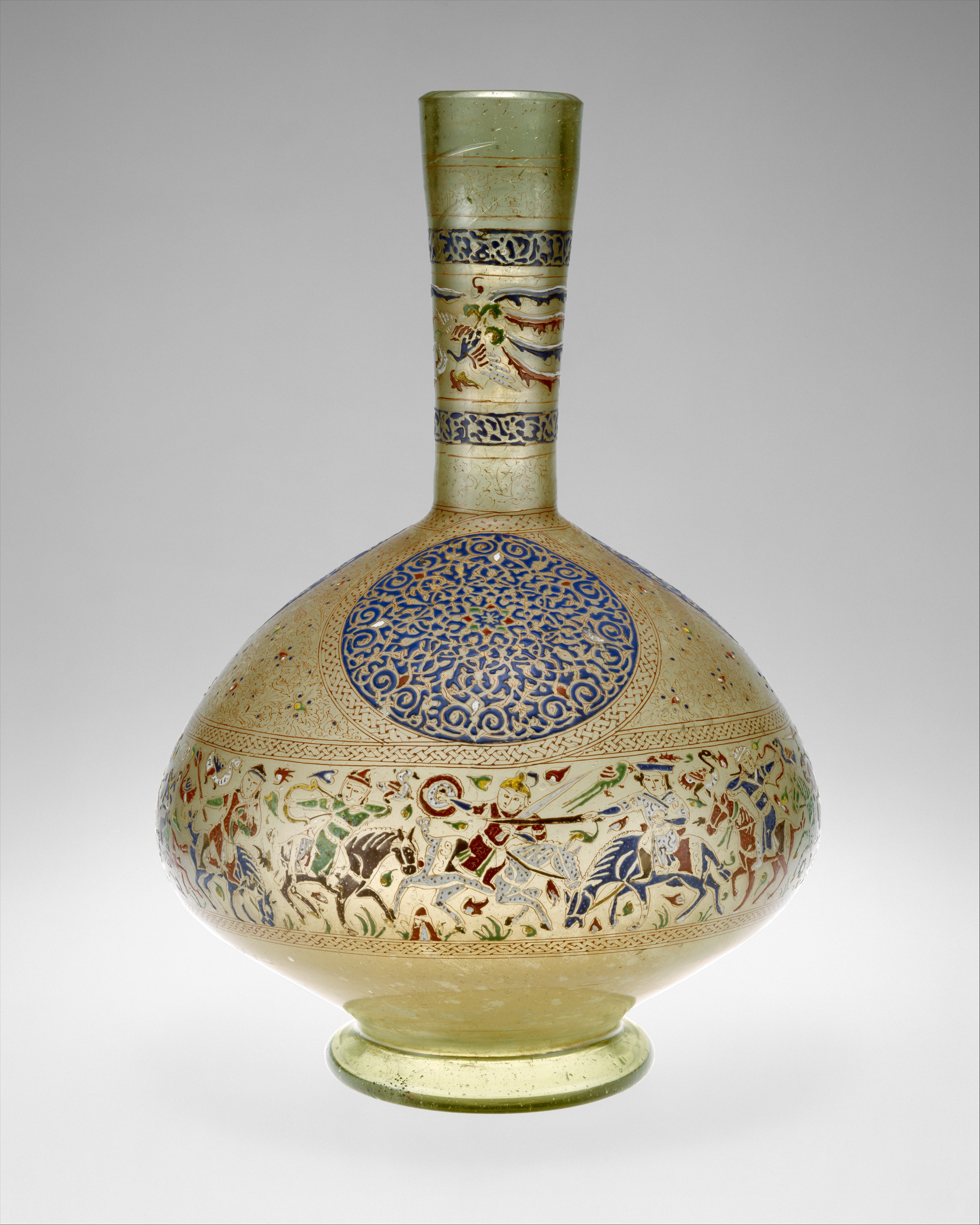
Emaliowana i inkrustowana szklana butla ze sceną bitwy. Egipt, koniec XIII w. Metropolitan Museum of Art

Zajęcie Al-Karaku było tylko jednym z przejawów dążenia Bajbarsa do przejęcia kontroli nad najważniejszymi twierdzami regionu. Sułtan obawiał się nowej wyprawy krzyżowej i jej współdziałania z Mongołami, żeby uprzedzić to zagrożenie dążył zatem do zlikwidowania przyczółków krzyżowców na wybrzeżu Palestyny. Począwszy od 1263 niemal każdego roku Bajbars wyprawiał się przeciwko Frankom, w roku 1265 zdobywając Cezareę, Hajfę i Arsuf, w 1266 Safed, w 1268 Jafę i Antiochię (co zakończyło istnienie Księstwa Antiochii), zaś w 1271 Krak des Chevaliers. Bajbars rozmyślnie niszczył miasta na wybrzeżu, tak by nie mogły służyć jako bazy dla krzyżowców zza morza, jednocześnie pieczołowicie odbudowując położone w głębi lądu fortece, takie jak Safed i Krak des Chevaliers (arab. Hisn al-Akrad). Szczęśliwie dla Bajbarsa początek jego panowania zbiegł się z rozpadem Imperium mongolskiego, co doprowadziło do powstania odrębnych państw Ilchanidów w Iranie i Złotej Ordy w Europie Wschodniej i na zachodnich obrzeżach Syberii i Azji Środkowej. Państwa te znalazły się w stanie wojny i chan Złotej Ordy Berke (1257–1266) zawarł sojusz z Bajbarsem. Ten alians był szczególnie ważny dla Mameluków także dlatego, że Złota Orda panowała nad stepem kipczackim, który był głównym terenem rekrutacji mameluków. Przymierze ze Złotą Ordą miało się okazać trwałym elementem polityki Mameluków. Skoncentrowani na walce ze swoimi mongolskimi pobratymcami Ilchanidzi za panowania Bajbarsa nie przedsięwzięli kolejnego wielkiego najazdu na Syrię. Chcąc przełamać impas w wojnie z nimi w 1277 sułtan zaatakował znajdujący się pod mongolskim protektoratem Sułtanat Rum, jednak pomimo zwycięstwa pod Abulustajn ostatecznie Mamelucy musieli się wycofać.
Bajbars doprowadził do restauracji kalifatu Abbasydów z nową siedzibą w Kairze co dodatkowo legitymizowało reżim mameluków. Wprowadził też zasadniczą zmianę w administracji, przekazując kontrolę nad nią mameluckim emirom "i tak ustanowiona struktura zachowała się aż do schyłku sułtanatu mameluków".

### Pierwsi Kalawunidzi

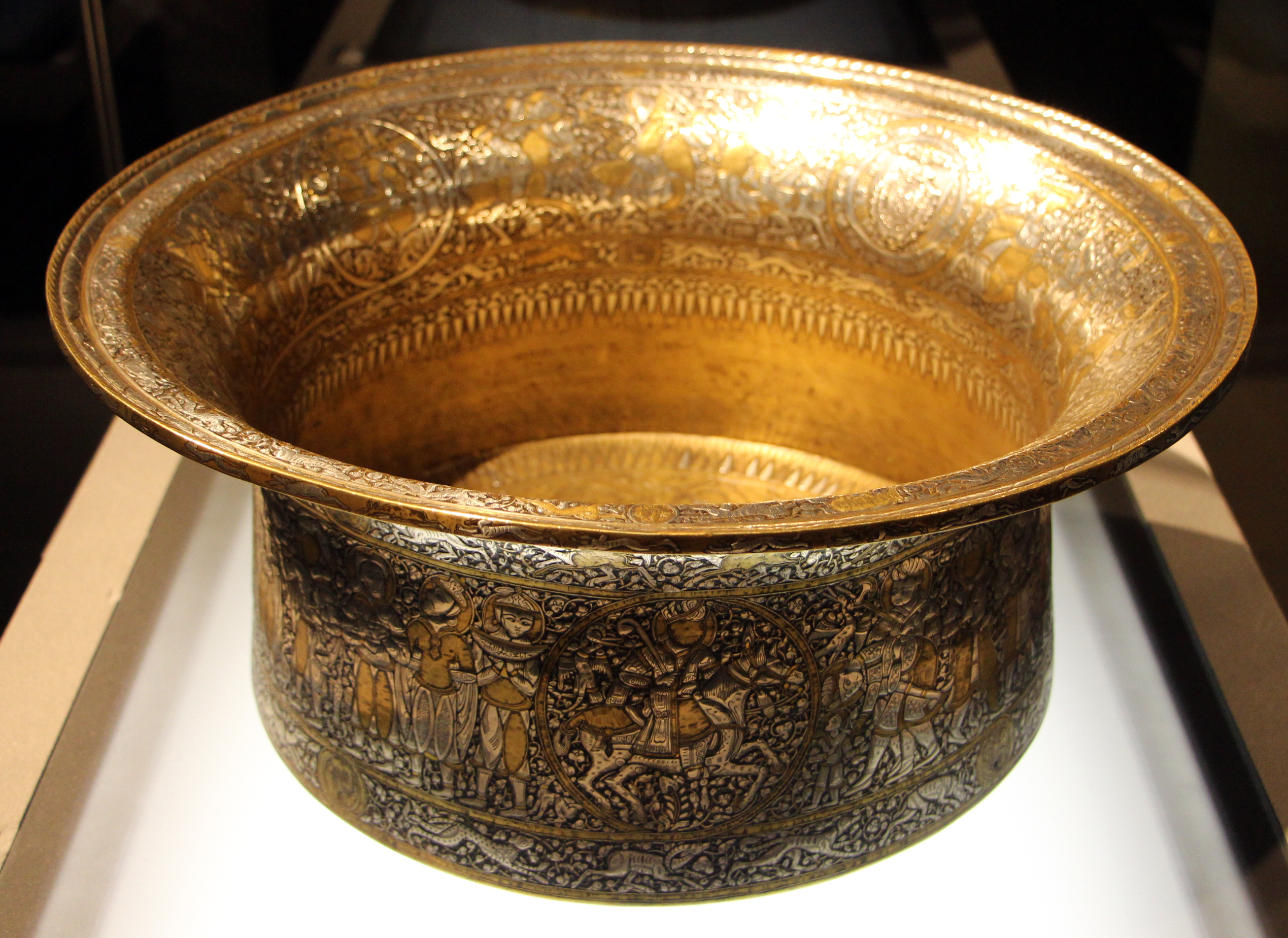
Tzw. Baptysterium św. Ludwika, mosiężna misa inkrustowana srebrem i złotem wykonana pod rządami Mameluków, datowana na lata 1290–1310, która od XVII w. służyła jako chrzcielnica królów Francji. Luwr

Pomimo jego sukcesów Bajbarsowi nie udało się założyć własnej dynastii, bowiem po efemerycznych rządach jego synów Baraki Chana (1277–1279) i Salamisza (1279) władzę przejął emir Kalawun (1279–1290). To za jego panowania Ilchanidzi powtórnie najechali Syrię, w październiku 1281 zostali jednak pokonani w bitwie pod Himsem. W następnym roku zmarł ilchan Abaga (1265–1282) i tron przejął muzułmanin Ahmad Tokudar (1282–1284), który szukał porozumienia z Mamelukami. Uwolniony od mongolskiego zagrożenia Kalawun resztę swojego życia poświęcił wojnie przeciwko Frankom. W roku 1289 sułtan zdobył Trypolis zaś jego syn i następca Al-Aszraf Chalil (1290–1293) w 1291 zakończył dzieło ojca, zdobywając Akkę oraz pozostałe miasta i twierdze Franków, takie jak Tyr, Sydon, Bejrut i Tortosa. Był to koniec istnienia państw krzyżowców w Lewancie. Po tym triumfie Al-Aszraf zwrócił się przeciwko Armenii Mniejszej, jednak po pierwszych porażkach Ormianie szybko zawarli z nim rozejm, oddając Mamelukom Bahasnę, Marasz i Tall Hamdan. Kalawun był pierwszym sułtanem mameluków, który rekrutował jako mameluków Czerkiesów, od nazwy zajmowanych przez nich koszar nazywanych Burdżytami. Za panowania Al-Aszrafa nasilający się werbunek Czerkiesów zaalarmował tureckich mameluków i ostatecznie w grudniu 1293 doprowadzili oni do zamordowania sułtana.
Morderstwo Al-Aszrafa zainaugurowało okres 17 lat politycznej niestabilności, podczas którego emirowie stojący na czele poszczególnych frakcji mameluków zdominowali sułtanat. W tym czasie dwa razy, w latach 1293 do 1294 i 1299 do 1309, sułtanem został ustanowiony inny syn Kalawuna, An-Nasir Muhammad (1293–1294, 1299–1309, 1310–1341). Mający mniej niż 10 lat gdy po raz pierwszy obejmował tron był on marionetką w rękach emirów, dwa razy odsuwaną od władzy przez uzurpatorów – po raz pierwszy przez Kitbughę (1294–1296) i Ladżina (1296–1299), zaś po raz drugi przez Czerkiesa Al-Muzaffara Bajbarsa (1309–1310). Najważniejszym wydarzeniem tego okresu był kolejny najazd mongolski. W grudniu 1299 armia ilchana Ghazana rozgromiła Mameluków pod Wadi al-Chazindar i Mongołowie zajęli Damaszek. Po kilku miesiącach wojska Ilchanidów wycofały się z Syrii, by ponownie zaatakować ją następnej zimy. Do kolejnego wielkiego starcia obu armii doszło jednak dopiero w 1303 w bitwie pod Szakhabem i tym razem górą byli Mamelucy. Ghazan zmarł w następnym roku, zaś okres politycznego zamętu w sułtanacie zakończył się gdy w 1310 An-Nasir, politycznie doświadczony i z własnym regimentem mameluków powrócił z wygnania z Al-Karaku i obalił Al-Muzaffara Bajbarsa.

### Autokracja An-Nasira Muhammada i późniejsi Kalawunidzi

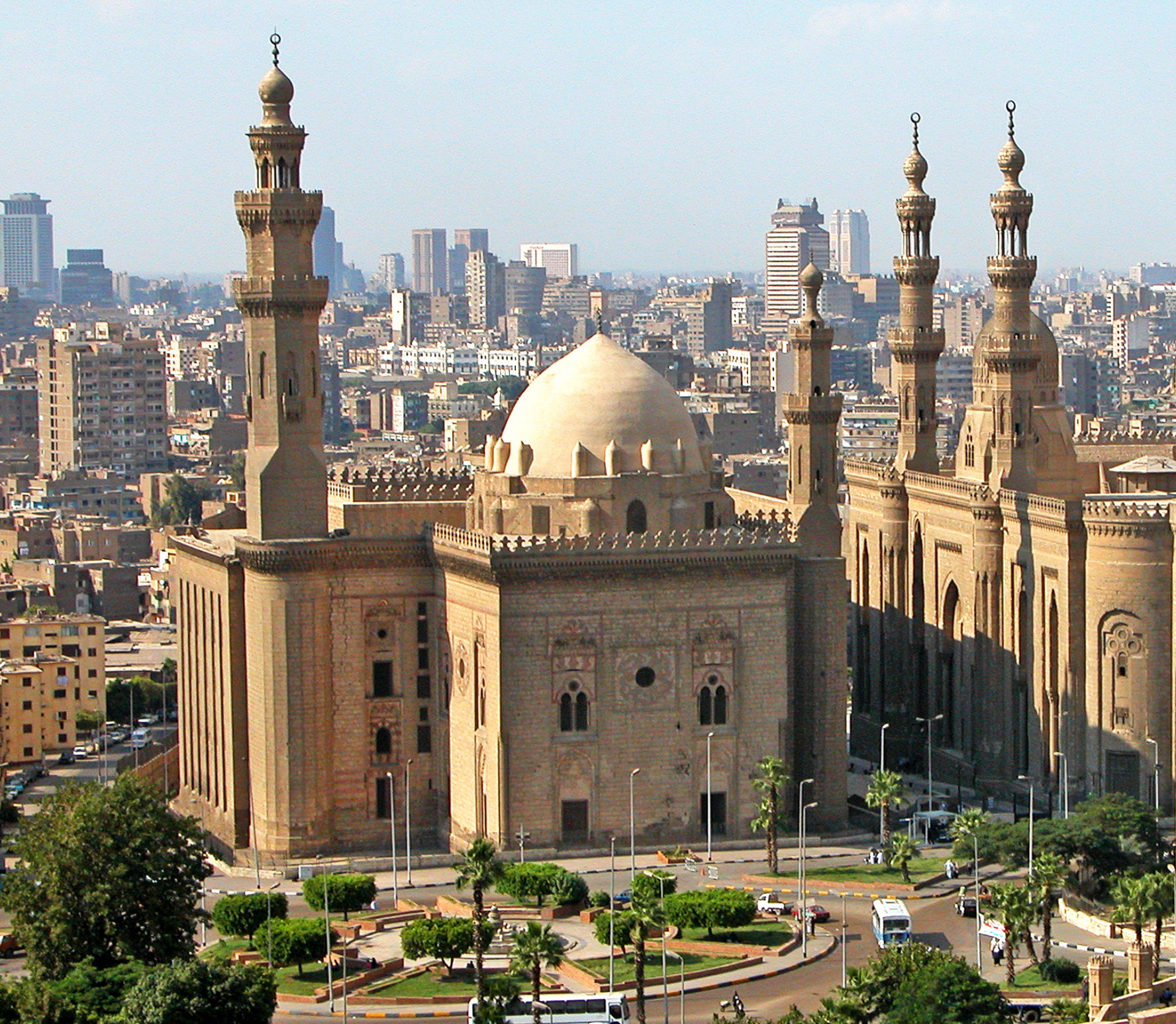
Zespół grobowy sułtana Hasana zawiera meczet na planie krzyża z czterema madrasami, mauzoleum, sierociniec, szpital, zadaszony bazar, cysternę wieżową, łaźnię i kuchnię i jest największym z kompleksów grobowych zbudowanych przez mameluckich sułtanów

An-Nasir rekrutował własnych mameluków już podczas swojego tylko nominalnego panowania, a następnie jeszcze rozbudował swoją gwardię gdy faktycznie objął tron. Stąd jego pozycja była o wiele silniejsza niż w przypadku poprzedzających go sułtanów, a dodatkowo wzmocniła ją czystka wśród najpotężniejszych emirów jakiej dokonał na początku swojego panowania. Dodatkową sprzyjającą mu okolicznością był fakt, że po raz pierwszy od swojego powstania sułtanat nie był zagrożony od zewnątrz. Państwa krzyżowców już nie istniały i zniknęło zagrożenie wyprawą krzyżową, zaś Mongołowie pod wodzą ilchana Oldżajtu (1304–1316) podjęli ostatnią nieudaną wyprawę na Syrię zimą roku 1312/1313. W 1323 An-Nasir i Abu Sa’id (1316–1335) zawarli traktat pokojowy, ostatecznie kończący wojnę Mameluków z Ilchanidami. W tej sytuacji An-Nasir mógł skoncentrować się na problemach wewnętrznych i ustanowić rządy autokratyczne. Głównym narzędziem w tym przedsięwzięciu była reforma polegająca na przeprowadzeniu rejestru gruntów i dokonaniu nowej dystrybucji nadań ziemskich, do której doszło w latach 1313–1316. W jej wyniku udział sułtana w dochodach państwa wzrósł z jednej szóstej do pięciu dwunastych, kosztem dzierżycieli nadań ikta. Od tej pory pozycja An-Nasira jako absolutnego władcy była niezagrożona aż do jego śmierci w 1341.

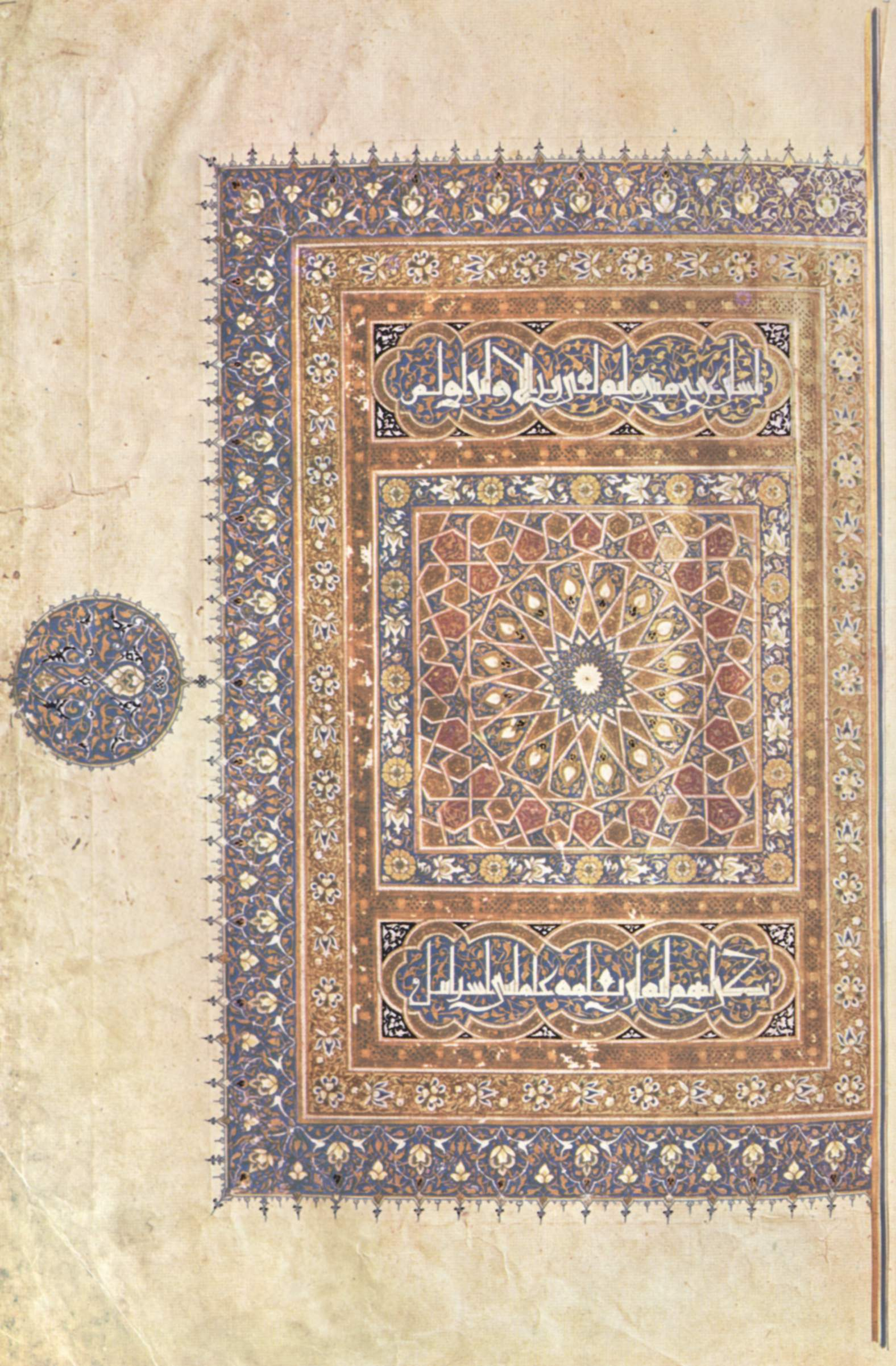
Frontyspis rękopisu Koranu zamówionego przez emira Arghuna Szaha al-Aszrafiego, wykonanego w roku 1376. Jest to najsłynniejszy manuskrypt z czasów panowania Al-Aszrafa Szabana (1363–1377), za rządów którego zaczęto wytwarzać spektakularne wielkoformatowe rękopisy Koranu. Biblioteka Narodowa i Archiwum Egiptu

„Choć potomkowie An-Nasira Muhammada panowali przez ponad czterdzieści lat po jego śmierci, to żaden z późniejszych Kalawunidów nie zdołał utrzymać rządów absolutnych zapoczątkowanych przez ich przodka. Już sam fakt, że w ciągu niespełna półwiecza panowało kolejno dwunastu sułtanów, świadczy o oczywistej słabości dynastii. Tron obejmowali przeważnie młodociani i niedoświadczeni władcy, a czasami nawet dzieci. [...] Ostatni władcy z dynastii Kalawunidów byli w większości figurantami, a rządy sprawowali potężni emirowie, walczący między sobą o władzę i kontrolę nad królewskim skarbcem”. Wśród ostatnich Kalawunidów wyróżniającą się postacią był jedynie syn An-Nasira Muhammada, An-Nasir Hasan (1347–1351, 1354–1361), który chcąc wzmocnić swoją pozycję zaczął powoływać na wysokie stanowiska tzw. „synów ludu” (aulad an-nasa), tj. wolnych potomków mameluków. Ten eksperyment szybko wzbudził jednak poczucie zagrożenia wśród mameluków i ostatecznie An-Nasir Hasan został zabity przez swojego dawnego mameluka, Jalbughę al-Umariego, co „było zbrodnią nie mającą sobie równej w dziejach sułtanatu mameluków”. Jalbugha działał jako regent aż do swojego upadku i śmierci w grudniu 1366. Koniec regencji Jalbughi oznaczał samodzielne rządy Al-Aszrafa Szabana (1363–1377), drugiego po An-Nasirze Hasanie sułtanie z tego okresu o pewnym znaczeniu. Ostatecznie jednak także jego rządy zakończyły się śmiercią z rąk mameluków w 1377. Najważniejsze wydarzenia polityczne tego okresu to złupienie Aleksandrii przez krzyżowców w 1365 oraz ostateczny podbój przez Mameluków Armenii Mniejszej w roku 1375. Lata po upadku Al-Aszrafa to okres stałego wzrostu wpływów czerkieskiego emira Barkuka (1382–1389, 1390–1399), będącego niegdyś mamelukiem Jalbughi, który w listopadzie 1382 obalił ostatniego Kalawunidę i przejął sułtanat, kończąc tym samym rządy kipczackich Bahrytów.

## Burdżyci (1382–1517)

### Kryzys sułtanatu mameluków
Wstąpienie na tron Barkuka oznaczało początek rządów sułtanów pochodzenia czerkieskiego, którzy mieli panować aż do końca istnienia sułtanatu. Dominacja Czerkiesów wśród mameluków wiązała się z depopulacją Złotej Ordy, skąd wywodzili się kipczaccy niewolnicy, w wyniku epidemii czarnej śmierci. Anarchia jaka panowała w Złotej Ordzie od połowy XIV wieku ostatecznie doprowadziła do tego, że reżim mameluków musiał zacząć polegać na Czerkiesach jako głównym źródle niewolników. Żadnemu z czerkieskich sułtanów nie udało się założyć dynastii. Sukcesja na tronie przybrała regularną i powtarzalną formę jego uzurpacji przez emira, który po swojej śmierci przekazywał go synowi, w ciągu kilku lat obalanemu przez następnego uzurpatora, po czym ten cykl się powtarzał. Uzurpator zawsze wywodził się z gwardii poprzedniego sułtana, przy czym aż pięciu sułtanów wywodziło się z gwardii odpowiednio Barkuka i Ka'itbaja (1468–1496). Ponieważ Ka'itbaj był mamelukiem Barsbaja (1422–1438), ten zaś był mamelukiem Barkuka, sułtani czerkiescy mogą być uważani za jedną dynastię na podstawie ciągłości relacji pan - mameluk, chociaż nie na podstawie więzów krwi. Ten wzór sukcesji wiąże się z faktem, że sułtani czerkiescy mianowali emirami mameluckich weteranów, nie zaś świeżo zrekrutowanych członków własnych gwardii (dżulban). To z kolei doprowadziło do sytuacji, w której członkowie gwardii panującego sułtana po zakończeniu jego rządów byli pozyskiwani przez gwardie emirów, gdzie zdobywali dalsze doświadczenie. To odejście od wcześniejszego schematu rywalizacji pomiędzy mameluckimi frakcjami, gdzie dotąd awans nowych rekrutów prowadził do upadku ich poprzedników, pozwoliło na międzypokoleniową współpracę i powstanie politycznych koalicji przekraczających granice frakcji. W ostatnim okresie panowania mameluków sułtani byli z reguły wybierani w drodze negocjacji, zaś przeciwna frakcja nie była pozbawiana pewnego udziału w rządzie i zasobach państwa.

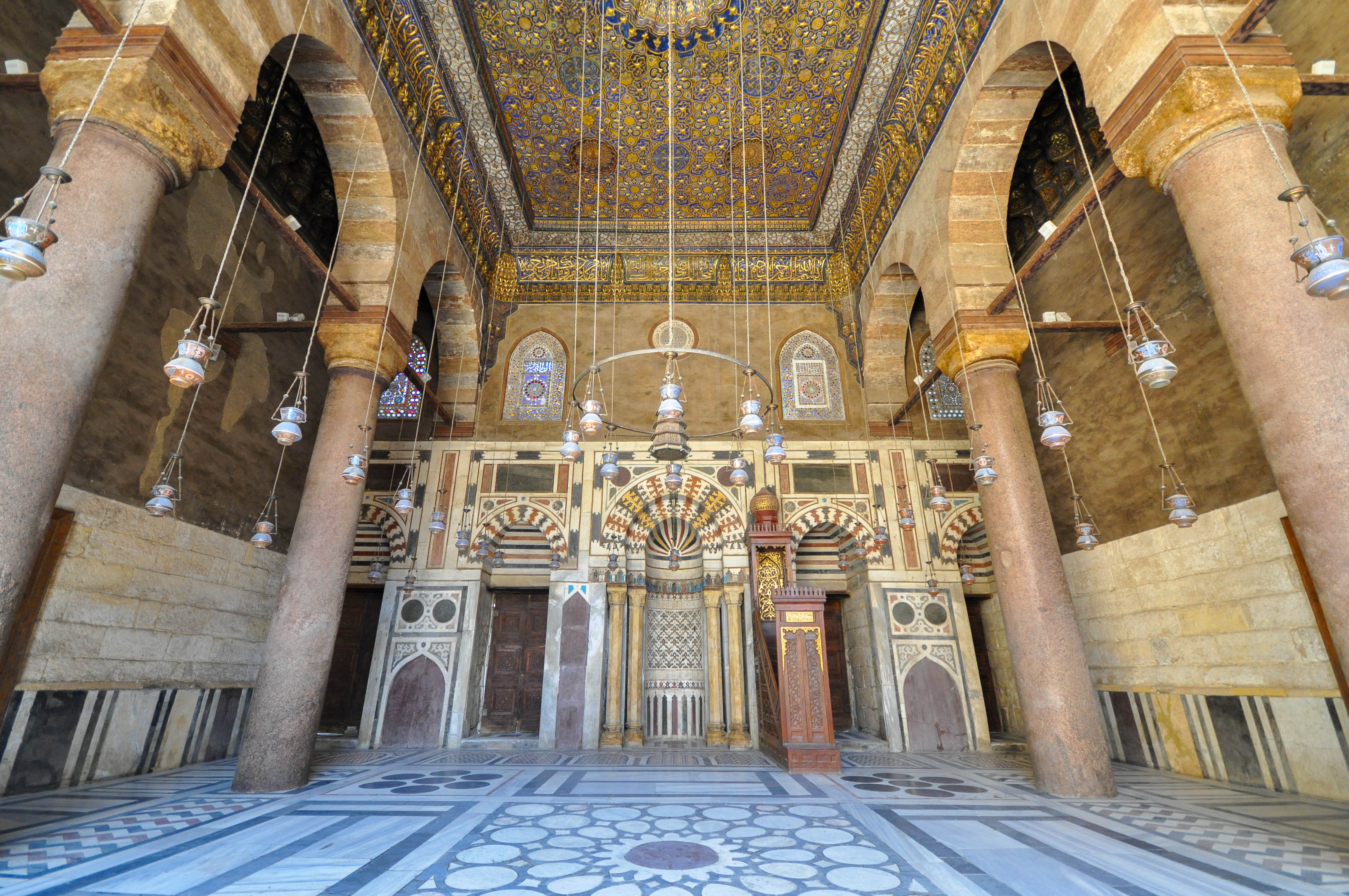
Wnętrze Zespołu grobowego sułtana Barkuka, z widocznym mihrabem i minbarem

Na początku swojego istnienia sułtanat Czerkiesów spotkał się z zagrożeniem porównywalnym z niegdysiejszym najazdem Mongołów, kiedy został zaatakowany przez Timura (1370–1405). Barkuk w 1394 udzielił schronienia uciekającemu przed Timurem Soltanowi Ahmadowi z dynastii (1382-1394, 1401-1410) Dżalajirydów, tworząc wspólny antytimurydzki front z Osmanami i Złotą Ordą. Atak Timura nastąpił w roku 1400/1401, krótko po śmierci Barkuka w 1399, kiedy Mamelucy byli pogrążeni w walkach o sukcesję, i w rezultacie Syria została zajęta i zdewastowana przez najeźdźcę. Timur, dla którego głównym przeciwnikiem byli Osmanowie, nie próbował jednak atakować Egiptu i szybko wycofał się z okupowanych terenów.
W momencie przejęcia rządów przez Czerkiesów sułtanat znajdował się w stanie głębokiego kryzysu, co było spowodowane przede wszystkim ekonomicznym upadkiem zapoczątkowanym przez epidemię czarnej śmierci. W latach 1347 do 1349 doprowadziła ona do śmierci od jednej czwartej do jednej trzeciej populacji Egiptu i Syrii. Szesnaście wybuchów kolejnych epidemii w Egipcie i piętnaście w Syrii od lat sześćdziesiątych XIV wieku do końca panowania Mameluków uniemożliwiało jakąkolwiek demograficzną i gospodarczą odbudowę. W trakcie tych kolejnych fal zarazy największą śmiertelność odnotowywano wśród mameluków, mniej odpornych na chorobę niż ludność miejscowa. Wydatki na ciągłe uzupełnianie liczby mameluków znacznie obciążyły skarb sułtana i emirów, mimo to szacuje się, że ich liczba w okresie czerkieskim znacznie zmalała. Podczas gdy za An-Nasira Muhammada sułtan miał dysponować 12 tys. mameluków, to za panowania sułtanów czerkieskich ta liczba zmniejszyła się o ponad połowę. Najważniejszym skutkiem epidemii była jednak utrata rzeszy robotników rolnych i przemysłowych. W rezultacie wsie opustoszały, zaniedbano prace irygacyjne, a ziemie uprawne leżały odłogiem. Wpływy z podatku gruntowego w Egipcie spadły z ponad dziewięciu milionów dinarów w 1315 do niespełna dwóch w 1517. Aleksandria, będąca ośrodkiem przemysłu tekstylnego, została szczególnie dotknięta epidemią dżumy, a dalszy jej upadek pogłębił się w okresie czerkieskim. Upadek administracji i brak bezpieczeństwa wewnętrznego sprzyjały coraz to śmielszym wystąpieniom plemion koczowniczych. W szczególności Górny Egipt stał się polem rywalizacji plemion beduinów i kontrola mameluków nad tym regionem stała się wątpliwa. Chcąc przeciwstawić się wpływom miejscowych plemion Barkuk przesiedlił do Górnego Egiptu berberskie plemię Hawwara. Ostatecznie doprowadziło to tylko do tego, że zarabizowani Hawwara stali się dominującą siłą w Górnym Egipcie.

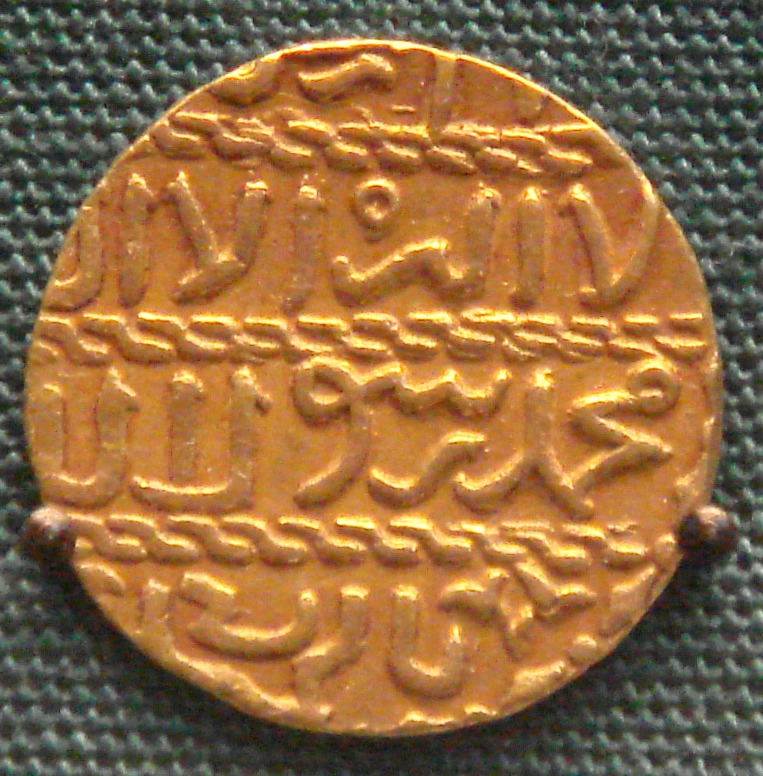
Złoty dinar Barsbaja. Te wybijane w standardzie weneckiego dukata monety powszechnie nazywano aszrafi i były one w użyciu na terytorium Imperium Osmańskiego jeszcze na początku XIX w.

W sytuacji zmniejszenia się dochodów z ziemi sułtan i emirowie zainteresowali się handlem i rzemiosłem. Sprowadzało się to z reguły do uzyskiwania dodatkowych dochodów poprzez zmuszanie kupców do zakupu towarów po zawyżonych cenach (tarh lub rimaja). To w tym kontekście należy postrzegać politykę najwybitniejszego sułtana wywodzącego się z gwardii Barkuka, Barsbaja (1422–1438), który wprowadził państwowy monopol w wielu dziedzinach handlu i wytwórczości. W 1428 w Aleksandrii wprowadzono monopol na handel pieprzem, zmuszając europejskich kupców do zakupu przypraw od agentów sułtana po urzędowo ustalonej cenie. Ustanowiono także państwowy monopol w zakresie tekstylii, cukru i innych dóbr. Jednocześnie doprowadzono do tego, że kupców Karimi, którzy tradycyjnie obsługiwali egipski handel na Oceanie Indyjskim, stopniowo zastąpili agenci sułtana. Wzrost dochodów w wyniku tej polityki był tylko przejściowy i na dłuższą metę jej skutki były katastrofalne dla mameluckiego handlu. W tej sytuacji w coraz większym stopniu uciekano się do wymuszeń i konfiskat. W 1425 Barsbaj wysłał ekspedycję do Dżuddy, która to wówczas zaczęła odgrywać coraz większą rolę jako port pośredniczący w handlu z Indiami i ustanowił nad nią mamelucką kontrolę celną, dzieląc się opłatami z szarifem Mekki. By ochronić handel, sułtan rozbudował mamelucką flotę i zaczął aktywnie zwalczać katalońskich i genueńskich piratów. Przedsięwziął także trzy wyprawy na Cypr, będący schronieniem dla piratów, w 1426 podbijając wyspę i sprowadzając króla Janusa (1398–1432) do roli swojego wasala.

### Konserwatyzm społeczny i zastój

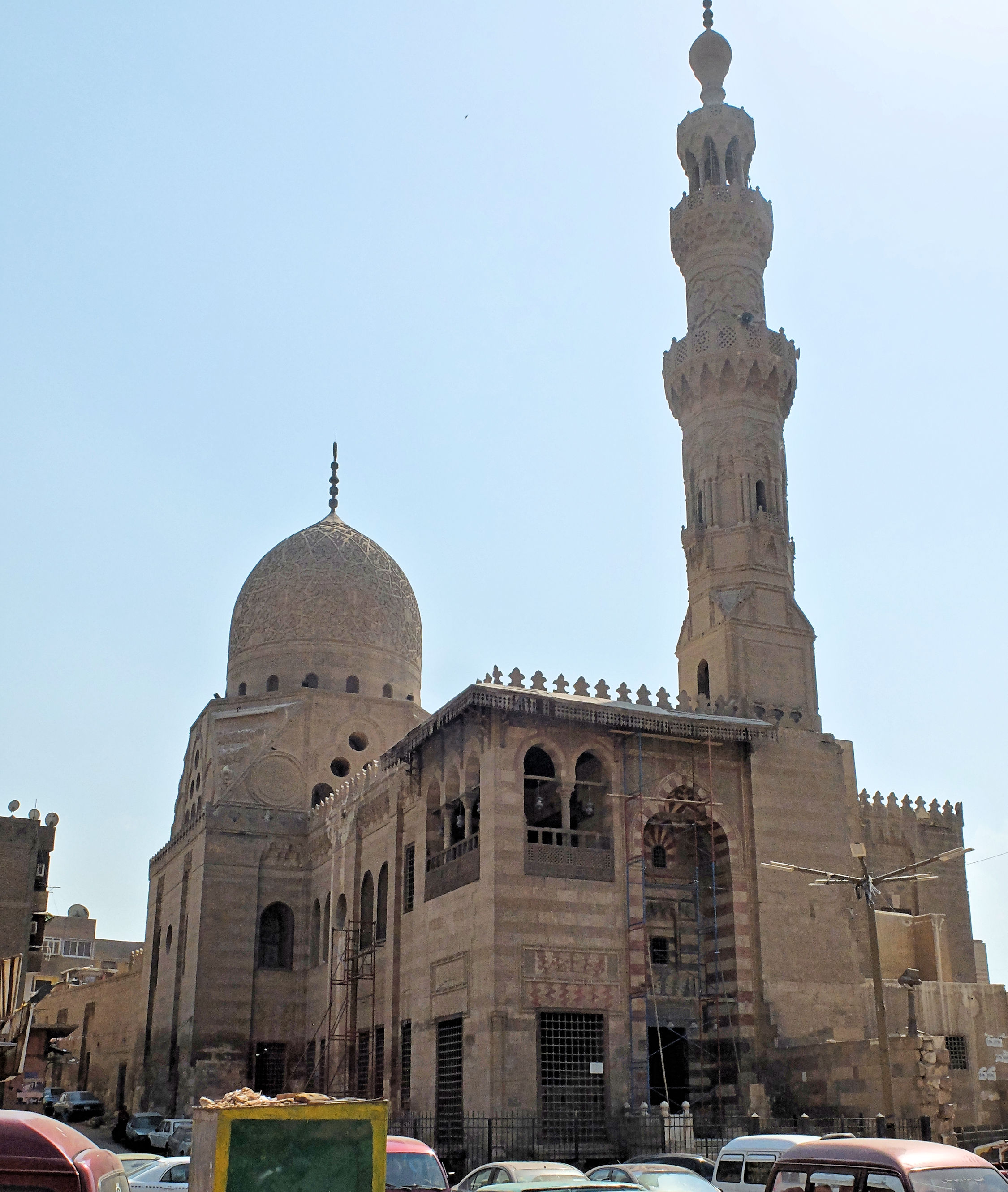
Zespół grobowy sułtana Ka'itbaja zbudowany w latach 1472-1474

Nowe reguły awansu mameluków w okresie czerkieskim sprawiły, że w XV wieku pojawił się fenomen emirów będących w podeszłym jak na ówczesne standardy wieku i co więcej to spośród nich rekrutowali się sułtani. Trzech najważniejszych sułtanów tego okresu, Czakmak (1438–1453), Ka'itbaj (1468–1496) i Kansuh al-Ghauri (1501–1516) miało w chwili wstąpienia na tron odpowiednio około 65, około 50 i ponad 60 lat, a nie byli oni pod tym względem żadnym wyjątkiem. Z natury rzeczy ówcześni sułtani pojmowali swoją rolę jako obronę starego porządku i jedynie Kansuh, pod sam koniec istnienia państwa mameluków, wyłamał się z tego schematu próbując przeprowadzać jakieś reformy. Czakmak i Ka'itbaj wśród mameluków cieszyli się opinią przykładnych sułtanów, postępujących zgodnie z mamelucką tradycją, przy czym Czakmak miał się wyróżniać swoją pobożnością, zaś Ka'itbaj był szczególnie poważany jako łaskawy i sprawiedliwy władca. Tymczasem instytucje państwa mameluków w zmieniającym się świecie stawały się coraz większym anachronizmem. Od XIV wieku Europejczycy i Osmanowie rozwijali piechotę wyposażoną w broń palną i artylerię, zaś mamelucka armia nadal polegała niemal wyłącznie na kawalerii, wokół czego była zorganizowana cała struktura społeczna sułtanatu mameluków. Mamelucy wprawdzie używali artylerii już w XIV wieku, czynili to jednak tylko podczas oblężeń, nigdy zaś w polu. Jeszcze niechętniej odnosili się do broni palnej, gdyż była to dla nich broń piechoty, czyli ich zdaniem pośledniejszej kategorii wojsk, w ich mniemaniu jej przyjęcie oznaczałoby zatem społeczną degradację. Z kolei tworzenie nowocześnie uzbrojonych oddziałów piechoty czy artylerii na innej bazie ludzkiej niż mamelucy ci ostatni odbierali jako próbę zamachu na ich społeczną pozycję.
Mamelucka jazda także znajdowała się w stanie upadku. Powyżej wspomniano już o drastycznym zmniejszeniu się liczby mameluków. Wielkie hipodromy zbudowane niegdyś dla ćwiczeń kawalerii znajdowały się w ruinie, a od czasów An-Nasira Muhammada aż do Kansuha al-Ghauriego żadnych nowych hipodromów nie zbudowano. W czasach ostatnich Kalawunidów, jak i w okresie czerkieskim tradycyjne ćwiczenia kawalerii coraz bardziej zaniedbywano. Co więcej, upadła także dawna wojskowa dyscyplina, co wiązało się z zanikiem lojalności mameluckich gwardii wobec ich panów w sytuacji gdy kariera mameluków nie zależała już całkowicie od losu ich protektora, a możliwości awansu świeżych rekrutów były ograniczone. W 1450 gwardia dżulban Czakmaka zademonstrowała swą wrogość względem ministra skarbu, napadając na dygnitarzy wracających z cytadeli oraz grabiąc dom ministra. Czakmak utrzymał się u władzy przez 15 lat głównie za pomocą ogromnych darów w stosunku do swojego otoczenia, lecz w rezultacie pozostawił po sobie pusty skarb. Sułtan Al-Aszraf Inal (1453–1461) w 1455 nie odważył się zorganizować publicznych obchodów Święta Ofiar, bojąc się, że zostanie ukamienowany przez własnych mameluków. Za Ka'itbaja nader częstym zjawiskiem były zamieszki wzniecane przez jego gwardię dżulban, „a ofiarą ich padał nie tylko sułtan, ale i kairscy kupcy, którym uprowadzano statki, a nasilające się w okresie świąt grabieże zwierząt ofiarnych sprawiły, że zwierzęta te były coraz droższe i coraz trudniej osiągalne”.
Czakmak starał się kontynuować politykę Barsbaja, zamierzając odebrać joannitom Rodos, jednak trzy kolejne ekspedycje wysłane na wyspę w latach 1440, 1442 i 1444 nie osiągnęły założonego celu. Mamelucka zwierzchność nad Cyprem została zakwestionowana gdy po śmierci króla Jana II (1432–1458) wybuchła wojna o sukcesję pomiędzy jego córką Charlottą (1458–1464) a nieślubnym synem Jakubem (1464–1473), który był popierany przez Mameluków. Jakub ostatecznie zagarnął tron i panował do 1473. Poślubił wenecką damę Katarzynę Cornaro, która przejęła władzę po jego śmierci. Cypr przeszedł pod protektorat Wenecji, by po śmierci Katarzyny zostać bezpośrednio włączony do posiadłości włoskiej republiki, lecz nadal płacił trybut sułtanowi mameluków.
Od czasów upadku Ilchanidów w 1335 Mamelucy opierali bezpieczeństwo swojej północno-wschodniej granicy na istnieniu strefy buforowej złożonej z szeregu turkmeńskich państewek (bejlików), takich jak Karaman w środkowej Anatolii, Ramazan w Cylicji i Dulkadir ze stolicą w Elbistanie. Pozycja Mameluków w regionie została zagrożona, gdy w 1473 Osmanowie pokonali Ak Kojunlu pod Başkentem, by dwa lata później zająć Karaman. Od 1465 Mamelucy i Osmanowie rywalizowali o kontrolę nad kluczowym bejlikiem Dulkadir, wspierając swoich pretendentów do władzy. Dodatkowo stosunki pomiędzy oboma potęgami znacznie się pogorszyły gdy w 1481 Ka'itbaj udzielił schronienia bratu Bajezida II (1481–1512), Cemowi. Narastające napięcie doprowadziło ostatecznie do wybuchu wojny, która toczyła się w latach 1485 do 1491. Zagrożony przez przebywającego na Rodos Cema Bajezid nie mógł zaangażować wszystkich sił przeciwko Mamelukom i wojna ograniczyła się do serii przygranicznych starć, by zakończyć się powrotem do status quo.

### Próby reform i upadek

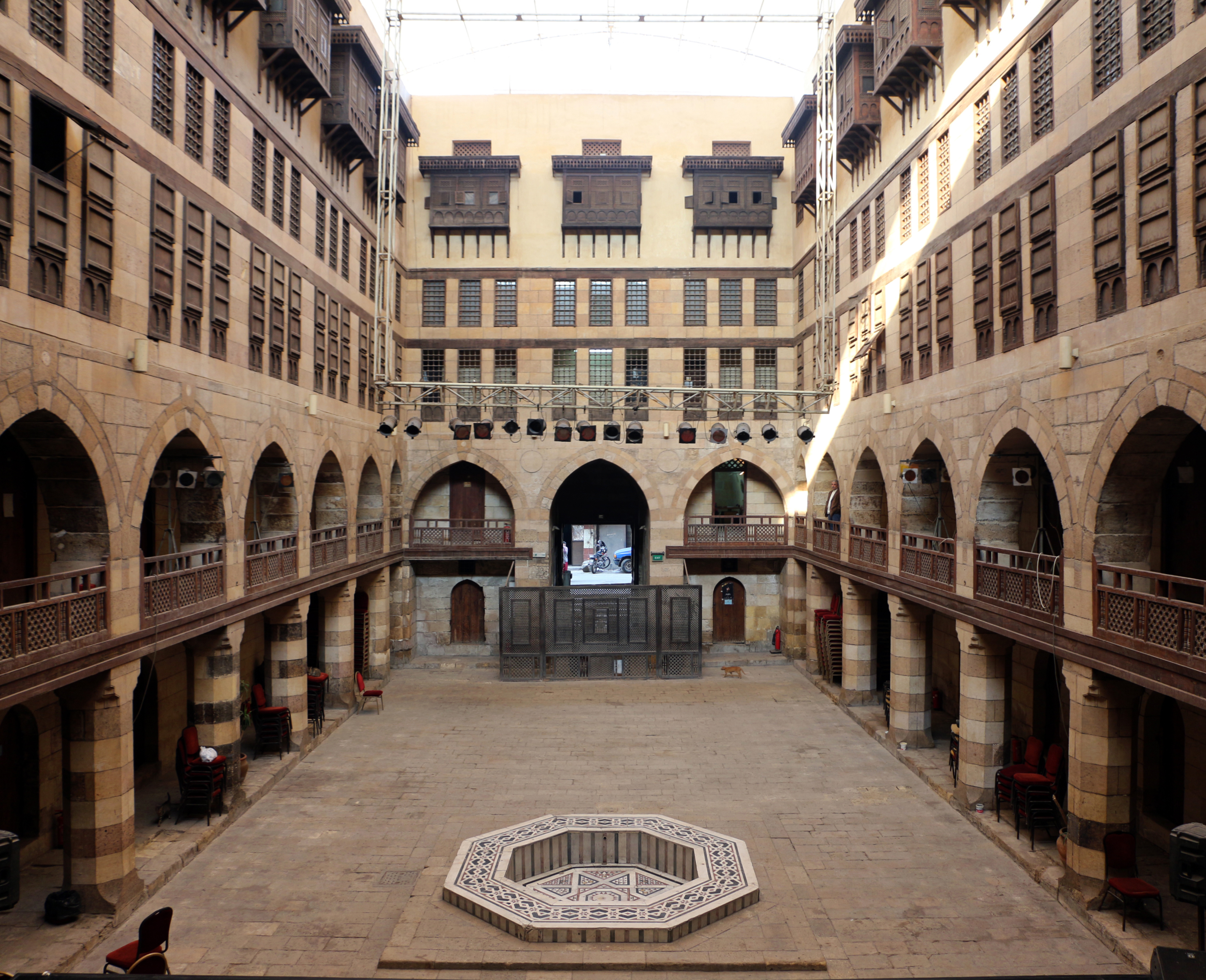
Dziedziniec Wakali (zajazdu i kompleksu mieszkalnego) zbudowanej przez sułtana Al-Ghauriego w latach 1504–1505. Dochody z tego kompleksu przeznaczano na utrzymanie jego zespołu grobowego

Czternastoletni syn Ka'itbaja, An-Nasir Muhammad II (1496–1498), był pierwszym sułtanem mameluków, który utworzył oddział arkebuzerów, rekrutujący się spośród czarnych niewolników. Ten eksperyment wywołał oburzenie mameluków, a oficerowie z gwardii Ka'itbaja wykorzystali okazję by zemścić się na synu swego byłego przywódcy i zamordowali go 31 października 1498. Przez następne trzy lata wstrząsanym wewnętrznymi walkami państwem mameluków miało rządzić trzech kolejnych sułtanów, dopóki sytuacji nie opanował Kansuh al-Ghauri (1501–1516), stosujący w stosunku do swoich rywali bezwzględną politykę eliminacji i wygnania.

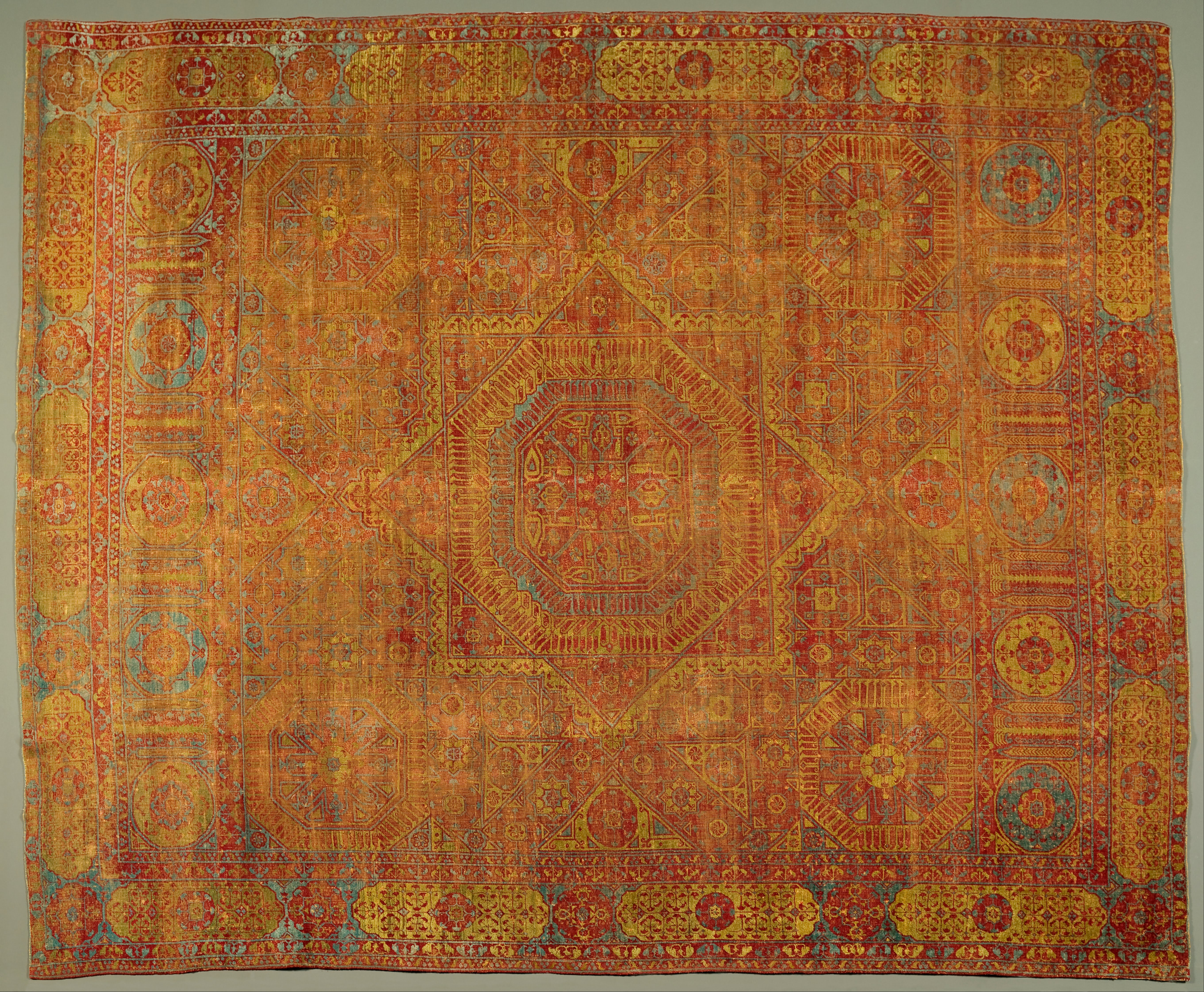
Mamelucki dywan z wełny z pierwszej połowy XVI w. Muzeum Sztuki islamskiej w Dosze

„Podczas swych rządów Kansuh al-Ghauri borykał się z takimi samymi trudnościami, jakie nękały, a czasem obalały jego poprzedników. Były to walki frakcyjne potężnych notabli, samowola gwardii dżulban, wymykające się spod kontroli grupy plemienne, a przede wszystkim stały deficyt budżetowy rodzący zdzierstwo i wymuszanie coraz to wyższych podatków od poddanych”. Tymczasem sułtanat był teraz osaczony przez trzy mocarstwa - Osmanów na północy, Safawidów na wschodzie i Portugalczyków na południu. Pojawienie się Portugalczyków na Oceanie Indyjskim groziło odcięciem Egiptu od tradycyjnego szlaku handlowego łączącego go z Indiami i Dalekim Wschodem. W 1500 egipska flota została zaatakowana pod Diu, a w 1503 portugalska eskadra podpłynęła w pobliże wejścia na Morze Czerwone, jawnie zagrażając muzułmańskim portom w tym regionie. W odpowiedzi Kansuh ufortyfikował Dżuddę i wysłał morską ekspedycję by wspomogła sułtana Gudźaratu w walce z Europejczykami. Połączone siły morskie Mameluków i Indusów pokonały Portugalczyków w styczniu 1508, ale w kolejnej bitwie pod Diu w lutym 1509 poniosły już porażkę. Portugalczycy zagrażali całemu handlowi muzułmańskiemu na Oceanie Indyjskim i w tej sytuacji sułtan Bajezid II zdecydował się wspomóc Mameluków w walce z niewiernymi, w 1511 zaopatrując Kansuha w drewno budulcowe, żelazo, proch strzelniczy i rzemieślników wykwalifikowanych w budowie okrętów. Przystąpiono do budowy floty w Zatoce Sueskiej, przy czym Osmanowie wsparli Mameluków także kontyngentem marynarzy pod dowództwem Selmana Re’isa. W czerwcu 1516 mamelucko-osmańska wyprawa opanowała Zabid w Jemenie i ten przyczółek po upadku państwa mameluków przejęli Osmanowie.
Kansuh próbował podnieść efektywność mameluckiej armii m.in. wznawiając tradycyjne ćwiczenia kawalerii, chociaż na początku XVI w. były już one prawdopodobnie anachronizmem. W 1508 sułtan utworzył korpus artylerii, a w 1511 korpus arkebuzerów, przy czym mamelucy nie chcieli mieć z nim nic wspólnego i żołnierzy rekrutowano spośród Turkmenów, cudzoziemców, synów ludu, czarnych niewolników i rzemieślników. W 1514 Kansuh był jednak zmuszony rozwiązać oddziały arkebuzerów w obliczu buntu mameluków, którzy oskarżali go o utrzymywanie nowych żołnierzy ich kosztem. Podczas gdy Osmanowie i Safawidzi prowadzili ekspansjonistyczną politykę, opartą na ideologii uniwersalnej muzułmańskiej hegemonii, Mamelucy postrzegali wzbierający konflikt w starych kategoriach równowagi sił. Tymczasem w 1514 Selim (1512–1520) pokonał Safawidów w bitwie na równinie Czałdyran i nie wahał się wyrażać swojego niezadowolenia z neutralności Mameluków i ich wasali, Dulkadir. W 1515 Selim zaanektował Dulkadir i tym samym zmusił Kansuha do udania się wraz z armią do Syrii. W decydującej bitwie pod Mardż Dabik, jaka rozegrała się 24 sierpnia 1516, po stronie mameluckiej nie było żadnych oddziałów wyposażonych w broń palną. Zdrada emira Chajr Beja przesądziła o klęsce mameluków, przy czym rażony apopleksją Kansuh zmarł na polu bitwy. Władzę w Egipcie przejął po nim jego bratanek, Al-Aszraf Tumanbaj (1516–1517), 23 stycznia 1517 został jednak pokonany przez armię Selima w bitwie pod Ar-Rajdanijją w pobliżu Kairu. Stolica Mameluków wpadła w ręce Osmanów i w kwietniu tego samego roku ostatecznie pojmali oni nadal walczącego Tumanbaja i dokonali na nim egzekucji. W ten sposób zakończyła się historia sułtanatu mameluków.